# František Choc
František Choc (29. června 1934 Planá nad Lužnicí – 7. září 2008) byl český knihovník, pedagog, redaktor a informační pracovník.

## Životopis
František Choc se narodil 29. června 1934 v Plané nad Lužnicí, ale dětství i dospělost prožil v Praze, kde také v roce 1953 úspěšně odmaturoval. Později při zaměstnání vystudoval Institut osvěty a novinářství – katedru knihovnictví, získal titul promovaného knihovníka a v roce 1969 titul doktor filozofie.
V roce 1954 začal pracovat jako knihovník v Ústavu pro doškolování lékařů. O deset let později, v roce 1964, přešel na Fakultu všeobecného lékařství (FVL), dnešní 1. lékařskou fakultu Univerzity Karlovy v Praze. V knihovně působil jako vedoucí a především se zasazoval o spolupráci s ostatními lékařskými fakultami z celé republiky. Vyučoval na střední knihovnické škole, publikoval bibliografické soupisy a přednášel na Katedře vědeckých informací a knihovnictví Filozofické fakulty UK v Praze.
V roce 1971 musel svou pracovní pozici opustit a odešel na II. chirurgickou a následně na I. chirurgickou kliniku FVL, kde pracoval jako informační pracovník. Na místo vedoucího Ústřední knihovny FVL se vrátil v roce 1990. Po odchodu do důchodu působil jako v Ústavu vědeckých informací 2. lékařské fakulty UK a později jako vedoucí knihovny Policejní akademie.
V posledních letech života jej trápily zdravotní problémy. František Choc zemřel 7. září 2008 ve věku 74 let.